# アンヘル・デアルベルト
アンヘル・デアルベルト・イバニェス（Ángel Dealbert Ibáñez、1983年1月1日 - ）は、スペイン・バレンシア州・カステリョン県出身の元サッカー選手。選手時代のポジションはDF（センターバック）。バレンシア州選抜の経験がある。

## 経歴
地元のCDカステリョンの下部組織で各年代を過ごし、2002年4月20日のベニドルムCD戦でトップチームデビューした。CDカステリョンはプリメーラ・ディビシオン（1部）に11シーズン在籍した経験のあるクラブであるが、この頃はセグンダ・ディビシオンB（3部）に属していた。デビュー2年目の2002-03シーズンはセグンダ・ディビシオンBのグループ3で優勝したが、プレーオフで敗れてセグンダ・ディビシオン（2部）昇格はならなかった。2003-04シーズンに飛躍的な成長を遂げ、リーグ戦39試合とコパ・デル・レイ1試合に出場した。リーグ戦では初得点を含む2得点を決めた。2004-05シーズンはリーグ戦のグループ4位でプレーオフに進み、セグンダ・ディビシオン昇格を果たした。昇格から2シーズンは二桁順位だったが、2007-08シーズン、2008-09シーズンはプリメーラ・ディビシオン昇格を狙える順位でシーズンを終えた。
2008年12月、バレンシアCFとの間でシーズン終了後の移籍仮契約が結ばれた。バレンシアCFはイバン・エルゲラとの契約を解除し、アレクシス・ルアーノが怪我で離脱していたためにディフェンダーを探していた。2009年6月、CDカステリョンとの契約満了により、フリートランスファーでバレンシアCFに移籍した。8月30日、シーズン開幕戦のセビージャFC戦に先発出場してプリメーラ・ディビシオン（1部）デビューを果たした。主にアレクシス・ルアーノとコンビを組み、3位でのUEFAチャンピオンズリーグ出場権獲得に貢献した。
2011-2012シーズン終了後、バレンシアを去ることを明言。2012年6月16日、ロシア・プレミアリーグ所属のFCクバン・クラスノダールに移籍金なしの3年契約で移籍した。
CDカステリョン在籍時の2018年7月5日に現役引退を表明。同時に同クラブの技術部門秘書になることが発表された。

## 所属クラブ
- CDカステリョンB 2001-2002
- CDカステリョン 2002-2009
- バレンシアCF 2009-2012
- FCクバン・クラスノダール 2012-2014
- バニーヤースSC 2014-2015
- CDルーゴ 2015-2017
- CDカステリョン 2017-2018

## 個人成績
2009年11月11日時点
| クラブ         | シーズン | 国内リーグ | 国内リーグ | 国内カップ | 国内カップ | 欧州カップ | 欧州カップ | 通算 | 通算 |
| クラブ         | シーズン | 出場       | 得点       | 出場       | 得点       | 出場       | 得点       | 出場 | 得点 |
| -------------- | -------- | ---------- | ---------- | ---------- | ---------- | ---------- | ---------- | ---- | ---- |
| CDカステリョン | 2001-02  | 3          | 0          | -          | -          | -          | -          | 3    | 0    |
| CDカステリョン | 2002-03  | 7          | 0          | -          | -          | -          | -          | 7    | 0    |
| CDカステリョン | 2003-04  | 39         | 2          | 1          | 0          | -          | -          | 40   | 2    |
| CDカステリョン | 2004-05  | 28         | 0          | 3          | 0          | -          | -          | 31   | 0    |
| CDカステリョン | 2005-06  | 21         | 0          | 1          | 0          | -          | -          | 22   | 0    |
| CDカステリョン | 2006-07  | 35         | 0          | 1          | 0          | -          | -          | 36   | 0    |
| CDカステリョン | 2007-08  | 37         | 0          | 1          | 0          | -          | -          | 38   | 0    |
| CDカステリョン | 2008-09  | 40         | 0          | 3          | 0          | -          | -          | 43   | 0    |
| CDカステリョン | 通算     | 210        | 2          | 10         | 0          | -          | -          | 240  | 2    |
| バレンシアCF   | 2009-10  | 13         | 0          | 2          | 0          | 1          | 0          | 16   | 0    |
| バレンシアCF   | 通算     | 13         | 0          | 2          | 0          | 2          | 0          | 16   | 0    |
| 通算           | 通算     | 219        | 2          | 12         | 0          | 2          | 0          | 242  | 2    |